# Aizi
Aizi är en köping i sydöstra Kina. Den ligger i Shixing härad i staden Shaoguan i provinsen Guangdong, omkring 180 kilometer nordost om provinshuvudstaden Guangzhou. Antalet invånare är 13 354. Befolkningen består av 6 741 kvinnor och 6 613 män. Barn under 15 år utgör 21,0 %, vuxna 15-64 år 67 %, och äldre över 65 år 11,0 %.